# Lord Tracy
I Lord Tracy sono un gruppo hard rock statunitense fondato nel 1986 a Dallas, Texas. Il nome della formazione è chiaramente ispirato alla famosa ex attrice porno Traci Lords. La band è meglio nota per ospitare nel ruolo di cantante Terry Glaze, il primo cantante dei Pantera con i quali incise i primi tre album.

## Storia
La storia del Lord Tracy inizia nel 1985 a Dallas, Texas. Jimmy Rusidoff (chitarra) e Chris Craig (batteria), all'epoca residenti a Memphis, si erano conosciuti nel circuito musicale della zona, ed iniziarono a pianificare la formazione di una loro band con l'idea di arruolare il bassista Kinley Wolfe e trovare un cantante. Craig e Wolfe erano una coppia rinomata nella zona, visto che avevano già suonato assieme nella band di Shawn Lane, chitarrista dei Black Oak Arkansas, ma anche con il loro cantante Jim Dandy e negli stessi Black Oak Arkansas. Il progetto di Rusidoff e Craig tuttavia sfumò quando quest'ultimo si spostò a Dallas tornando nella sua vecchia band, i Lightning, assieme al suo grande amico e collega Kinley Wolfe. I due musicisti però non ebbero seguito all'interno di questa formazione, e decisero di contattattare Rusidoff e realizzare il loro vecchio progetto. Questa unione, diede vita alla fase embrionale della band, originariamente nominata "3D" ("Doctors of Death and Demonology"). Il trio a questo punto necessitava di un cantante, che trovarono nella figura di Terrance Lee Glaze, l'ex membro dei Pantera. Glaze aveva abbandonato i Pantera nell'estate del 1986 dopo aver registrato con il gruppo i primi 3 album. La formazione ora al completo, venne spinta a cambiare nome in Tracy Lords su consiglio del loro produttore, in omaggio alla famosa porno star americana (sebbene il suo nome fosse scritto con la "i", e non con la "y"). Proprio quell'anno infatti, la Lords era stata protagonista di un grosso scandalo che colpì l'industria del cinema porno statunitense, visto che rivelò al mondo di essere ancora minorenne.
(Jimmy Rusidoff, chitarrista del gruppo)
Tuttavia, l'attrice, venuta a sapere del fatto, volle farsi pagare per l'utilizzo del nome. Rifiutata la proposta, il quartetto si ritrovò costretto a storpiarlo in Lord Tracy. Nel 1988 il gruppo riuscì ad ottenere un contratto con una sottoetichetta della MCA, la UNI Records, ed iniziò a lavorare alla realizzazione del futuro album a Los Angeles con il produttore Mark Dodson (Anthrax, Metal Church) nell'aprile 1989. Il debutto discografico, dal titolo di Deaf Gods of Babylon, venne pubblicato nell'ottobre quell'anno. In aggiunta, durante le incisioni venne invitato come ospite esterno il tastierista Al Kooper, noto turnista, era stato membro della band di Bob Dylan, dei Blood, Sweat & Tears, ma fu anche talentscout e produttore dei Lynyrd Skynyrd.
Dal disco vennero estratte le hit "Out With the Boys", e la power ballad "Foolish Love" che vennero trasmesse nelle radio, mentre i rispettivi videoclip ricevettero una rotazione su MTV. Le conseguenti date li videro impegnati dapprima al fianco dei Bad English a L.A., mentre l'anno successivo seguì un tour con Ace Frehley (Kiss). Tuttavia, il gruppo iniziò ad accorgersi che l'etichetta non stava supportando adeguatamente il loro album, ed inoltre importunò il loro manager a lasciare la gestione della band. Dopo essere stati abbandonati da label e manager, riuscirono a trovare un nuovo agente con cui riuscirono a proseguire per un breve periodo la loro carriera, suonando qualche data fino al 1991.
Tuttavia, accantonati i progetti per un secondo album poi rimasto irrealizzato, a causa degli sfortunati eventi si manifestarono dei conflitti interni che culminarono nella dipartita di Glaze. I Lord Tracy arruolarono a sua sostituzione un nuovo cantante residente poco fuori da Atlanta accreditato come Doug. Infine Kinley Wolfe venne contattato dai britannici The Cult come turnista, ed i restanti membri non se la sentirono di continuare il progetto rimanendo gli unici componenti originali, così venne annunciato l'effettivo scioglimento.

### Reunion (2004)
I membri originali annunciarono la riunione dei Lord Tracy nell'estate 2004 per alcuni concerti occasionali tra Memphis e Dallas. Nonostante i componenti si fossero ormai stabiliti in zone diverse degli States, cercarono di fare il possibile per far rivivere il gruppo. Oltre all'attività live, infatti iniziarono a pianificare la pubblicazione di una serie di album. Durante quello stesso anno vede la luce il disco Cull None, la ristampa ufficiale di un cd pubblicato nel 2000 originariamente pensato per essere diffuso solo per il fan club. L'album raccoglie versioni alternative, demo, e out take, registrate nei 6 anni di attività. Nello stesso '04 segue la pubblicazione di un album dal vivo intitolato semplicemente Live, registrato al locale The Basement di Dallas, il 22 dicembre 1989, come parte di un tour nominato "Z Rock Coast-to-Coast". Nel 2005 viene pubblicato Lord Tracy 4, album contenente in gran parte il materiale che avrebbe dovuto comporre il loro secondo album in studio effettivo, registrato tra il 1990/91, ma che venne accantonato a causa dell'abbandono dell'etichetta. In questo lavoro figurano in aggiunta alcune versioni alternative di vecchi brani. L'anno seguente, Glaze pubblica il suo primo album solista, dal titolo di 1971. Mentre durante il 2008 viene pubblicato il nuovo album in studio dei Lord Tracy, Porn Again.

## Formazione
- Terry Glaze - voce, chitarra ritmica, pianoforte (1986-91, 2004-oggi)
- Jimmy Rusidoff - chitarra solista, cori (1986-91, 2004-06, 2013-oggi)
- Brian Harris - chitarra ritmica e solista, cori (2013-oggi), chitarra solista, cori (2006-2013)
- Kinley "Barney" Wolfe - basso, cori (1986-91, 2004-oggi)
- Chris Craig - batteria, percussione (1986-91, 2004-oggi)

## Discografia

### Album in studio
- 1989 – Deaf Gods of Babylon
- 2005 – Lord Tracy 4
- 2008 – Porn Again

### Album dal vivo
- 2004 – Live

### Raccolte
- 2004 – Cull None

## Videografia
- 2007 – Live from the Basement